# Prince Far I
Prince Far I, eigentlich Michael James Williams, (* 1944 in Spanish Town auf Jamaika; † 15. September 1983 auf Jamaika) war ein jamaikanischer Musikproduzent und Sänger. Er ist einer der Begründer des Dub-Genres und zeichnet sich durch eine außergewöhnlich tiefe und voluminöse Bassstimme aus. Prince Far I war Rastafari.

## Leben
Michael James Williams wuchs in Spanish Town, Jamaika auf. Er begann zunächst als DJ und Soundsystem für Sir Mike the Musical Dragon. Zusätzlich arbeitete er als Security für das Studio von Joe Gibbs. Später war er außerdem Türsteher für Coxsone Dodd. Als Dodd eine Session an DJ King Stitt ansetzte und dieser nicht auftauchte, durfte Williams für ihn einspringen und nahm seine Debütsingle Queen of the Minstrel auf. Auf seinen ersten Platten nannte er sich King Cry Cry, weil er dazu neigte, zu weinen, wenn er geärgert wurde. Sein erster großer Hit wurde I Had a Talk mit Bunny Lee. Die B-Seite war im Vereinigten Königreich Zion Train von Burning Spear.
Seine zweite Single The Great Booga Wooga war ebenfalls ein Erfolg. Auf Empfehlung von Produzent Enos McLeod nahm er schließlich den Namen Prince Far I an. Mit den Songs Natty Farmyard und Creation Time (mit The Maytones) gelangen ihm erneut Achtungserfolge. 1976 veröffentlichte er sein Debütalbum Psalms for I, das von Llyodie Slim produziert wurde. Das Album war stark religiös geprägt. Mit der Single Heavy Manners äußerte sich Prince Far I dann stark politisch und griff die Gesetzgebung Jamaikas an. Er verstand sich als musikalischer Vorkämpfer für die Rastafari-Bewegung und die Jugend, die in Ghettos versauerte. Die Single wurde ein massiver Hit. Doch nicht jeder fand dies gut und es kam zu Spannungen mit Lord Stitch, der mit Crazy Joe einen Disstrack gegen Prince Far I veröffentlichte, in dem er nahelegte, das Williams und seine „glatzköpfigen Anhänger“ die Stadt verlassen sollten.
1977 erschien schließlich Under Heavy Manners, das endgültig Prince Far Is Durchbruch zementierte. Es traf den Zeitgeist der zerrissenen Insel, die kurz vorher einen Bürgerkrieg erlebte, bei dem es zu einem Attentat auf Bob Marley kam, und sich nur langsam erholte. Das Album erreichte aber nicht nur die Jugendlichen in Jamaika, auch in England wurde das Album wohlwollend aufgenommen. So gelang es Prince Far I beim Virgin-Records-Sublabel Front Line unterzukommen, wo 1978 sein drittes Album Message from the King erschien. Auf dem Album arbeitete er mit der Band Culture zusammen. Noch im gleichen Jahr legte er mit Long Life nach, das vor allem durch seine No More War-Single erfolgreich war.
Prince Far I gründete 1978 sein eigenes Plattenlabel Cry Tuff. Er veröffentlichte einige Platten auf On-U Sound Records und war Adrian Sherwoods musikalischer Mentor. 1979 sollte das Album Health and Strength erscheinen, doch das Masterband verschwand aus dem Büro des Labels in London. Unter anderem sollte darauf ein Duett mit Gregory Isaacs als Lead-Single veröffentlicht werden. Das Band wurde erst 1998 wiederentdeckt und veröffentlicht.
Es erschienen einige weitere Alben. The Prince Far I ging unter anderem mit Bim Sherman und Prince Hammer auf Tour. 1979 erschien Dub to Africa als letzte Veröffentlichung mit Front Line. Anschließend wechselte Williams zu Trojan Records. Er kollaborierte unter anderem mit Adrian Sherwood, der von da an sein Hausproduzent wurde, und Gruppen wie Creation Rebel, Dub Syndicate sowie Sons of Arqa. Der Sound wurde in Großbritannien sehr populär. Prince Far I trat in biblischen Roben auf und sang gegen Babylon an, versammelte aber auch unter weißen Jugendlichen Fans. Auf dem Höhepunkt seiner Popularität kam es zu einem abrupten Ende: 1983 wurde er in seinem Haus in Kingston erschossen. Zwei Männer brachen in das Haus ein. Sie forderten ihn und seine Frau auf, sich auf den Boden zu legen und schossen auf beide. Während seine Frau verletzt überlebte, starb er wenig später an den Folgen im Krankenhaus. Die Motive der zwei Männer sind bis heute ungeklärt. Der Mord wurde nie aufgeklärt.
Ab den 1990ern kam es zu einem Revival seiner Musik. Adrian Sherwood veröffentlichte einige seiner alten Gesangsparts auf dem Album Stoned Immaculate von Dub Syndicate. 1996 wurde er sogar auf Konzerten als Playback eingespielt. Auch später erschienen immer wieder bislang unveröffentlichte Singles oder Neuauflagen seiner Musik.

## Musikstil
Prince Far I einer der Begründer des Dub-Genres. Er zeichnet sich durch eine außergewöhnlich tiefe und voluminöse Bassstimme aus. Er wirkte außerdem prägend für die Reggae, Dub und auch die Punkszene Großbritanniens. So lassen sich unter anderem auch Referenzen an Prince Far I bei Clash City Rockers von The Clash finden.

## Diskografie (Auswahl)

### Alben
- 1976: Psalms For I (Carib Gems)
- 1977: Under Heavy Manners (Joe Gibbs)
- 1978: Message for the King (Virgin Front Line)
- 1978: Long Life (Virgin Front Line)
- 1978: Cry Tuff Dub Encounter Chapter 1 (Cry Tuff/Hit Run)
- 1979: Cry Tuff Dub Encounter Part 2 (Cry Tuff/Virgin Front Line)
- 1979: Dub to Africa (Price Far I)
- 1979: Free from Sin (Trojan)
- 1980: Jamaican Heroes (Trojan)
- 1980: Cry Tuff Dub Encounter Chapter 3 (Cry Tuff/Daddy Kool)
- 1980: Showcase in a Suitcase (Pre)
- 1981: Livity (Pre)
- 1981: Voice of Thunder (Trojan)
- 1981: Cry Tuff Dub Encounter Chapter 4 (Cry Tuff/Trojan)
- 1983: Musical History (Trojan)
- 1983: Suns of Arqa Live with Prince Far I – Musical Revue (ROIR Europe)
- 1984: Umkhonto We Sizwe (Spear of the Nation) (Kingdom/Tamoki Wambesi)
- 1993: The Arabs – Crytuff Dub Encounter Chapter 1 (Hitrun)
- 1995: Prince Far I & King Tubby – In The House of Vocal & Dub (Graylan)
- 1997: Megabit 25, 1922 - Dub (Tamoki-Wambesi-Dove)
- 1998: Health and Strength (Pressure Sounds)
- 2022: Prince Far I & Mike Brooks – Encounter Part Two (Cry Tuff Wosmdom Man)

### Kompilationen
- 1990: Black Man Land (Virgin)
- 1991: Dubwise (Virgin)
- 1995: Prince Far I & Trinity – Joe Gibbs Presents: D.J. Originators Vol. 2 - Head to Head (Rocky One)
- 1999: The Golden Years (1977–1983) (Cult Records)
- 1999: Ten Commandments (Rhino Records)
- 2003: Heavy Manners: Anthology 1977-83 (Trojan Records)
- 2005: Silver & Gold 1973-1979 (Blood & Fire)
- 2024: Cry Tuff Chants On U (On-U Sound)

### Singles
- 1975: Natty Farmyard (For I and I)
- 1975: Moses
- 1975: Moses A Williams
- 1975: Silver & Golden
- 1975: Army Gideon (mit Black Skin)
- 1975: 354 Skank
- 1975: Deck of Cards
- 1975: Let Jah Rise
- 1975: Dwelling in Zion
- 1975: Silver & Gold
- 1975: Reggae Universal
- 1975: Yes Joshua
- 1975: Moses
- 1976: Taking Rights
- 1976: Zion Call
- 1976: Heavy Manners
- 1976: Tribute to Michael Holding
- 1976: Know Yourself Mankind
- 1977: Blackman Land
- 1977: Things Nuh Bright
- 1977: Rain from the Sky
- 1977: Peace in the East
- 1977: Army Gideon
- 1977: Jah Never Fail I
- 1977: Message from the King (mit Culture)
- 1978: I Am Not a King (mit Errol Holt)
- 1978: Weather Man Tam
- 1978: No More War
- 1978: I & I A the Chosen Ones
- 1979: Loved by Every One
- 1979: Red Sea
- 1979: Musical History (mit Errol Holt)
- 1979: Come off mi Toe (mit Gregory Isaacs)
- 1980: 83 Struggle
- 1980: Big Fight
- 1981: Put It Out
- 1981: Yellow Man
- 1982: Virgin
- 1983: Prophecy Fullfil
- 1997: Wisdom
- 1999: Sharp Knife
- 2003: Bedward the Flying Preacher
- 2003: Tell Me Why
- 2003: 83 Struggle (mit Congo Ashanti Roy)
- 2003: Head of the Buccaneer
- 2003: The Message
- 2003: Psalms of David
- 2005: Cream of the Crop
- 2007: Who Has Eyes to See (mit Prince Michael)
- 2014: Psalm 87
- 2014: Zacky the High Priest
- 2020: The Principal Thing (Dubpl8 Mix)
- 2022: Blessed Is the Manners
- 2022: Love and Wisdom
- 2023: Road Black & Johnny Get Worse (mit Winston Wright)
- 2024: Mr. Getty Getty

### Gastbeiträge
- 1983: Suns of Arqa – G.D. Magick
- 2003: Ghetto Priest – Dungeon
- 2008: Dubblkestandart – Iron Devil (feat. Lee Perry)

### Singles als King Cry Cry
- 1971: I Had a Talk
- 1971: Great Bugga Wugga
- 1973: Deck of Cards
- 1973: Simpleton
- 1976: Rasta Poker